# Guy Carlton
Guy Albert Carlton, född 16 januari 1954 i Amherst i Ohio, död 11 maj 2001 i Arrowsmith i Illinois, var en amerikansk tyngdlyftare.
Carlton blev olympisk bronsmedaljör i 110-kilosklassen i tyngdlyftning vid sommarspelen 1984 i Los Angeles.